# شيلان (نوع)

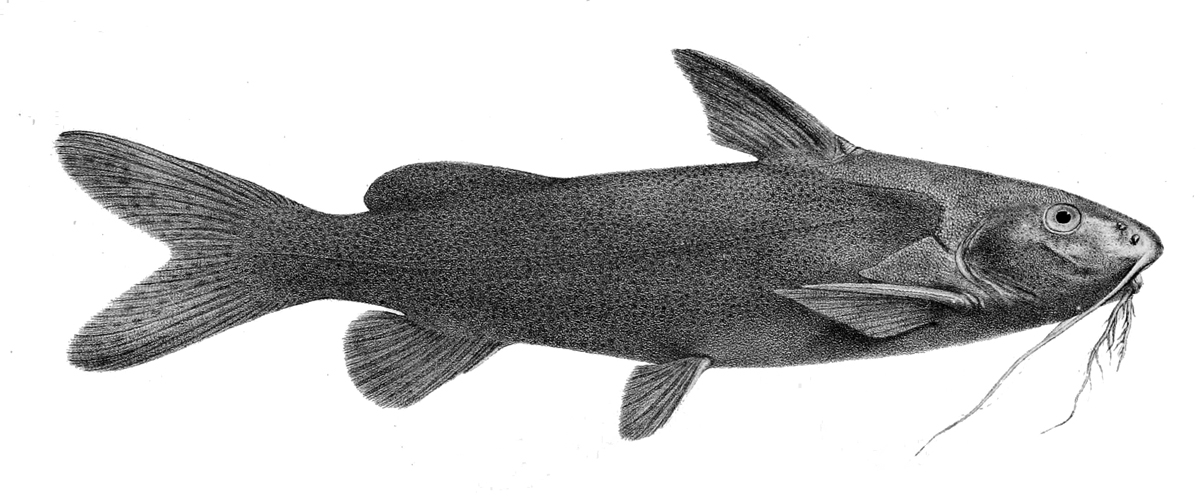

الشيلان أو شال (باللاتينية: Synodontis schall) ينتمي لعائلة موشوكيات.